# Shin Jin-seo
Shin Jin-seo (신진서?; [ɕʰin d͡ʑin z̥ʰʌ]; 17 marzo 2000) è un goista sudcoreano, 9-dan professionista.
Ha conquistato 11 titoli internazionali, di cui sei maggiori (una Coppa Ing, tre Coppe LG, una Coppa Samsung Fire, una Coppa Chunlan); ha anche vinto l'oro nella competizione maschile a squadre dei Giochi Asiatici di Hangzou. Dal maggio 2018 è il goista con il punteggio Elo più alto e l'unico ad aver superato il 3800 punti.

## Carriera
Nel gennaio 2013, all'età di 12 anni, sconfisse Lee Chang-ho in un incontro tra nuove promesse e campioni. Quello stesso anno vinse la seconda edizione dello Yeongjae, un torneo riservato ai giovani giocatori.
Nel 2015 vinse la seconda edizione della Let’s Run Park Cup e la terza edizione della Shinin-Wang.
Nel 2016 raggiunse i quarti di finale della prestigiosa LG Cup.
Nel 2017 vinse la quarta edizione della Globis Cup (un torneo internazionale per giocatori sotto i 20 anni) e la Korean Baduk League come miglior giocatore della squadra Jungkwangjang. Arrivò secondo nella terza edizione della Coppa Limin, sconfitto in finale dal cinese Mi Yuting.
Il 2018 lo vide sconfitto nella prima Crown Haitai Cup (1-2 contro Park Jung-hwan), ottenere il terzo posto nella quinta Globis Cup, vincere la ventitreesima GS Caltex Cup (3-2 contro Lee Sedol), conquistare il secondo posto nella Korean Baduk League come miglior giocatore della Jungkwangjang, e infine arrivare secondo nella prima Tianfu cup (1-2 contro Chen Yaoye). Nel maggio di quell'anno raggiunse il primo posto nella classifica dei giocatori mondiali per punteggio Elo.
Nel gennaio 2019 fu sconfitto nella finale della quarta Coppa Bailing, 0-2 dal cinese Ke Jie; a giugno vinse la ventesima edizione della Maxim Cup, sconfiggendo per 2-1 Lee Dong-hoon, la ventiquattresima edizione della GS Caltex Cup (seconda vittoria consecutiva), sconfiggendo per 3-0 Kim Jin-seok, e la trentunesima edizione della Asian TV Cup, sconfiggendo il cinese Ding Hao. A ottobre 2019 perse il Ryongsang per 0-2 contro Park Jung-hwan. A dicembre vinse la Chinese A League con la Subo'er Hangzhou: nella finale fu decisiva la sua vittoria da capitano contro il cinese Ding Hao; nello stesso mese vinse anche la KBS Cup, sconfiggendo 2–1 Shin Min-jun.
Nel febbraio 2020 vinse la ventiquattresima edizione della prestigiosa LG cup, sconfiggendo Park Jung-hwan. A maggio divenne il primo goista a superare la soglia dei 3800 punti Elo. A giugno vinse per la terza volta consecutiva la GS Caltex Cup, sconfiggendo per 3-1 Kim Jin-seok, e la prima edizione del Supreme player, sconfiggendo per 3-0 Park Jung-hwan. A luglio vinse il Ryongsang, sconfiggendo per 2-0 Park. A novembre perse 0-2 la finale della Samsung Fire Cup contro il cinese Ke Jie e vinse per la seconda volta consecutiva la KBS Cup, sconfiggendo 2–0 An Sung-joon.

### 2021
A gennaio 2021 arrivò in finale della 13ª edizione della Chunlan Cup, che avrebbe disputato al professionista cinese Tang Weixing, numero 30 al mondo; si qualificò anche per la finale della 9ª edizione della Ing Cup, ma la finale contro il cinese Xie Ke 8d fu rimandata causa pandemia.
A febbraio sconfisse il cinese Ke Jie nella partita decisiva della Nongshim Cup, permettendo alla squadra coreana di vincere il titolo.
A marzo vinse la stagione 2020-21 della Korean Baduk League con la squadra Celltrion.
A luglio vinse la seconda edizione del titolo Supreme player, sconfiggendo 3-2 in finale Park Jung-hwan.
A inizio agosto vinse la quarantaseiesima edizione della GS Caltex Cup sconfiggendo per 3-2 Byun Sang-il. Pochi giorni dopo vinse per 2-1 la quarantaquattresima edizione del Myungin, sempre contro Byun Sang-il.
Sconfisse nuovamente Park Jung-hwan a settembre, per 2-1, nella finale della quarta edizione del Ryongsang, che vinse dunque per la seconda volta consecutiva. Nello stesso mese affrontò il cinese Tang Weixing nella finale della tredicesima edizione della Chunlan Cup, sconfiggendolo per 2-0 e conquistando il titolo.
A novembre fu sconfitto per 1-2 da Park Jung-hwan nella finale della ventiseiesima edizione della Samsung Fire Cup, mentre a dicembre vinse per la terza volta consecutiva la KBS Cup, sconfiggendo 2–0 Park Jung-hwan. Sempre a dicembre dovette concedere a Byun Sang-il la vittoria nella finale della competizione internazionale Kuksu Mountains International Baduk Championship.

### 2022
A gennaio vinse la Chinese A League con la Subo'er Hangzhou: nella finale fu decisiva la sua vittoria da capitano contro il cinese Ding Hao.
A febbraio sconfisse per 2-0 il cinese Yang Dingxin aggiudicandosi la ventiseiesima edizione della LG cup. Con la sua vittoria sul giapponese Ryō Ichiriki conquistò la Nongshim Cup per la squadra coreana.
A giugno sconfisse 3-1 Shin Min-jun nella finale della terza edizione del Supreme player (terza vittoria consecutiva).
A luglio vinse per 2-0 contro Kang Dong-yun la finale della quinta edizione del Ryongsang (terza vittoria consecutiva).
Ad agosto vinse per contro Byun Sang-il la finale della competizione internazionale Kuksu Mountains International Baduk Championship; pochi giorni dopo sconfisse lo stesso Byun per 3-0 per aggiudicarsi la ventisettesima edizione della GS Caltex Cup (quinta vittoria consecutiva).
A ottobre perse per 0-2 contro Shin Min-jun la finale della quarantacinquesima edizione del Myungin. Nello stesso mese vinse la 27ª edizione della Samsung Fire Cup, sconfiggendo in finale la connazionale Choi Jeong per 2-0.

### 2023
A febbraio vinse la Chinese A League con la Subo'er Hangzhou: nella finale fu decisiva la sua vittoria da capitano contro il cinese Huang Yunsong. La sua vittoria nell'incontro decisivo contro il cinese Gu Zihao fu decisiva per aggiudicare alla squadra sudcoreana la vittoria nella 24ª edizione della Nongshim Cup. Due giorni dopo, la vittoria su Park Jung-hwan gli permise di conquistare la quarantunesima edizione della KBS Cup.
Ad aprile 2023 sconfisse Lee Won-young per 2-0, aggiudicandosi la ventiquattresima edizione della Maxim Cup.
A giugno perse per 1-2 la finale della Quzhou-Lanke Cup contro il cinese Gu Zihao. Nello stesso mese vinse la stagione 2022-23 della Korean Baduk League nella squadra della Kixx, ottenendo 28 vittorie e 2 sconfitte. Sconfisse Park Jung-hwan per 3-0 nella finale della quarta edizione del Supreme player: Shin Jin-seo ha quindi vinto le prime quattro edizioni della competizione.
A luglio 2023 sconfisse Shin Min-jun per 3-0 aggiudicandosi la seconda edizione della Coppa YK Gyeonggi, ma perse contro lo stesso Shin Min-jun la finale della competizione internazionale Kuksu Mountains International Baduk Championship.
Ad agosto 2023 sconfisse per 2-0 Xie Ke, aggiudicandosi la 9ª edizione della prestigiosa Ing Cup.
A settembre sconfisse per 2-0 Park Geun-ho, aggiudicandosi per la quarta volta consecutiva il Ryongsang. È stato selezionato come membro della squadra sudcoreana ai XIX Giochi asiatici, dove partecipa sia alla competizione maschile individuale sia a quella maschile a squadre. Nella competizione individuale, Shin ha vinto il suo girone di qualificazione con sei vittorie in sei incontri, sconfiggendo tra gli altri il cinese Yang Dingxin, il taiwanese Xu Haohong, e il giapponese Shibano Toramaru. Ai quarti di finale ha sconfitto il taiwanese Lai Junfu, ma in semifinale è stato sconfitto dal taiwanese Xu Haohong. Nella finale per la medaglia di bronzo, ha vinto contro il giapponese Ichiriki Ryo. Nel torneo preliminare, la squadra sudcoreana ha ottenuto sei vittorie in sei incontri; Shin ha vinto 6 incontri, tra cui quelli contro il taiwanese Wang Yuanjun, il cinese Ke Jie, il giapponese Sada Atsushi e il singaporiano Kang Zhanbin. Nella semifinale, la Corea del Sud ha vinto 5-0 contro il Giappone: Shin ha sconfitto nuovamente Sada Atsushi. Nella finale per la medaglia d'oro tra Cina e Corea del Sud, Shin ha vinto contro Yang Dingxin, la Corea del Sud ha superato la Cina per 4-1 e ha conquistato la medaglia d'oro, che garantisce ai vincitori l'esenzione dal servizio militare nelle forze armate sudcoreane.
A novembre ha ottenuto la sua 100 vittoria in un anno solare (su 112 partite disputate), la prima volta in assoluto che un professionista coreano è riuscito a ottenere questo risultato.
A dicembre ha sconfitto per 2-0 Byun Sang-il nella finale della 46ª edizione del Myungin; per Shin si è trattata della terza finale su tre edizioni da quando il Myungin è stato ripristinato, e della seconda vittoria.

### 2024
A gennaio 2024 ha sconfitto per 2-0 il connazionale Byun Sang-il nella finale della 28ª edizione della Coppa LG; per Shin si è trattato della quarta finale della Coppa LG e della terza vittoria, e questa vittoria ha segnato anche la permanenza di Shin al vertice della classifica coreana per il cinquantesimo mese consecutivo.
A febbraio Shin ha contribuito in modo decisivo alla vittoria della squadra sudcoreana nella 25ª edizione della Nongshim Cup: partendo da un risultato di 0–4 che poneva i coreani sull'orlo dell'eliminazione, Shin ha ottenuto sei vittorie consecutive, contro il cinese Xie Erhao, il giapponese Iyama Yuta e i cinesi Zhao Chenyu, Ke Jie, Ding Hao e Gu Zihao (queste ultime cinque vittorie in cinque giorni consecutivi), vincendo la coppa per la squadra sudcoreana.
Ad aprile ha sconfitto per 2-0 Kim Myeong-hun nella finale della venticinquesima edizione della Maxim Cup. Ad agosto ha perso la finale del Kuksu Mountains International Baduk Championship contro il taiwanese Lai Junfu; nello stesso mese ha sconfitto per 2-0 il cinese Gu Zihao, ottenendo la vittoria nella seconda edizione della Quzhou-Lanke Cup World Go Open (si è trattata della rivincita della finale dell'anno precedente). Tra il 26 e il 29 agosto ha sconfitto per tre volte Park Jung-hwan, conquistando per la quinta volta consecutiva il Supreme Player.

### 2025
A febbraio 2025 ha vinto con la squadra sudcoreana la ventiseiesima edizione della Nongshim Cup; nello stesso mese ha sconfitto per 2-0 il cinese Wang Xinghao, conquistando la prima edizione della Coppa Nanyang. Ad aprile ha perso per 1-2 la Maxim Cup contro Lee Ji-hyun. A luglio ha vinto la terza edizione della Hana Bank Baduk Super Match sconfiggendo per 2-0 Park Jung-hwan. Nello stesso mese ha sconfitto per 3-0 An Sung-joon nella finale della GS Caltex Cup, conquistando questa competizione per la sesta volta, primato assoluto.

## Palmarès
| Nazionali                   | Nazionali                  | Nazionali            |
| Torneo                      | Vittorie                   | Finalista            |
| --------------------------- | -------------------------- | -------------------- |
| Supreme Player              | 5 (2020-2024)              |                      |
| GS Caltex Cup               | 6 (2018-2022, 2025)        |                      |
| Myungin                     | 2 (2021, 2023)             | 1 (2022)             |
| Coppa YK Gyeonggi           | 1 (2023)                   |                      |
| Ryongsang                   | 4 (2020-2023)              | 1 (2019)             |
| KBS Cup                     | 4 (2019-2021, 2023)        |                      |
| Maxim Cup                   | 3 (2019, 2023, 2024)       | 1 (2025)             |
| Hana Bank Baduk Super Match | 1 (2025)                   |                      |
| Crown Haitai Cup            |                            | 1 (2018)             |
| Shinin-Wang                 | 1 (2015)                   |                      |
| Korean Baduk League ‡       | 4 (2017, 2018, 2021, 2023) | 2 (2020, 2022)       |
| Chinese A League ‡          | 3 (2019, 2022, 2023)       |                      |
| Totale                      | 33                         | 6                    |
| Internazionali              |                            |                      |
| Ing Cup                     | 1 (2023)                   |                      |
| LG Cup                      | 3 (2020, 2022, 2024)       | 1 (2019)             |
| Samsung Fire Cup            | 1 (2022)                   | 2 (2020, 2021)       |
| Chunlan Cup                 | 1 (2021)                   |                      |
| Asian TV Cup                | 1 (2019)                   | 2 (2016, 2017)       |
| Coppa Bailing               |                            | 1 (2019)             |
| Globis Cup                  | 1 (2017)                   |                      |
| Coppa Limin                 |                            | 1 (2017)             |
| Quzhou-Lanke Cup            | 1 (2024)                   | 1 (2023)             |
| Kuksu Mountains             | 1 (2022)                   | 3 (2021, 2023, 2024) |
| Coppa Nanyang               | 1 (2025)                   |                      |
| Nongshim Cup ‡              | 5 (2021-2025)              |                      |
| Totale                      | 16                         | 11                   |
| Totale in carriera          |                            |                      |
| Totale                      | 49                         | 17                   |

‡ La Korean Baduk League, la Chinese A League e la Nongshim Cup sono tornei a squadre.